# Cuberos Neto
Francisco Cuberos Neto, mais conhecido como Cuberos Neto (São Paulo, 18 de fevereiro de 1924 – São Paulo, 20 de agosto de 2010) foi ator, autor e produtor teatral brasileiro.

## Carreira
Descendente de espanhóis de orientação política anarquista, foi criado no bairro paulistano da Vila Bertioga. Iniciou sua carreira artística em 1955, quando integrou o Grupo Teatro Operário com a produção de Os Cafajestes. Participou ainda na década de 1950 de aulas do Teatro de Arena. Em 1977 integra o elenco de Gota d'Água, de Chico Buarque e Paulo Pontes, ao lado de Bibi Ferreira.
Em televisão estreara em 1961, num episódio de O Vigilante Rodoviário. Já em 1969 participa de Sangue do Meu Sangue, sua primeira telenovela, e em 1995 integra o elenco da nova adaptação realizada pelo SBT, sendo este seu último trabalho em televisão.
No cinema estreara em 1967 com o filme O Vigilante em Missão Secreta, participando posteriormente de várias produções, dentre elas Gaijin – Os Caminhos da Liberdade (1980).

## Morte
Faleceu em  20 de agosto de 2010, na cidade de São Paulo, em decorrência de uma pneumonia, sendo que também sofria de Mal de Parkinson.

## Filmografia

### Televisão
| Ano  | Título                       | Personagem     | Notas                         |
| ---- | ---------------------------- | -------------- | ----------------------------- |
| 1961 | O Vigilante Rodoviário       | Firmino        | Episódio: "Terras de Ninguém" |
| 1969 | Sangue do Meu Sangue         | Tenente Arruda |                               |
| 1972 | Os Fidalgos da Casa Mourisca | —              |                               |
| 1972 | Vitória Bonelli              | —              |                               |
| 1974 | A Barba-Azul                 | —              |                               |
| 1975 | Ovelha Negra                 | Tadeu          |                               |
| 1975 | A Viagem                     | Desconhecido   |                               |
| 1978 | Roda de Fogo                 | —              | [ 5 ]                         |
| 1979 | Gaivotas                     | —              |                               |
| 1980 | Um Homem muito Especial      | Osmar          |                               |
| 1981 | O Vento do Mar Aberto        | Clóvis         |                               |
| 1982 | Música ao Longe              | —              |                               |
| 1982 | Seu Quequé                   | —              |                               |
| 1995 | Sangue do Meu Sangue         | Genaro         |                               |

### Cinema
| Ano  | Título                                     | Personagem           | Notas          |
| ---- | ------------------------------------------ | -------------------- | -------------- |
| 1967 | O Vigilante em Missão Secreta              | Firmino              |                |
| 1975 | Ainda Agarro Esse Machão                   | Carneiro             |                |
| 1975 | O Sexualista                               | —                    |                |
| 1976 | Tiradentes, o Mártir da Independência      | —                    |                |
| 1977 | Antônio Conselheiro e a Guerra dos Pelados | —                    |                |
| 1978 | No Tempo dos Trogloditas                   | Sogro                | [ 6 ]          |
| 1979 | Os Três Boiadeiros                         | —                    |                |
| 1980 | Gaijin – Os Caminhos da Liberdade          | Portuga              |                |
| 1980 | A Virgem e o Bem-Dotado                    | —                    |                |
| 1981 | ...E a Vaca Foi Para o Brejo               | Hilário Santana      |                |
| 1981 | Amélia, Mulher de Verdade                  | —                    |                |
| 1982 | Amado Batista em Sol Vermelho              | Fazendeiro           |                |
| 1982 | As Vigaristas dos Sexo                     | Gustavo              |                |
| 1983 | Arapuca do Sexo                            | —                    |                |
| 1984 | A Luta pelo Sexo                           | —                    |                |
| 1985 | A Rifa                                     | Membro da elite      | Curta-metragem |
| 2003 | O Santo Salvador e o Demônio               | Velho do apartamento | Curta-metragem |

## No teatro[7]
- 1955 - Os Cafajestes
- 1955 - Quebra da Quarta Parede
- 1957 - A Ópera dos Três Vinténs
- 1958 - Aclamados e Repreendidos
- 1959/1960 - Nega de Maloca
- 1960 - A Semente
- 1960 - Oração para Uma Negra
- 1961 - A Escada
- 1961 - As Almas Mortas
- 1970 - Monteiro Lobato: O Comprador de Fazendas
- 1973 - O Verdugo
- 1976 - Mahagony - A Cidade dos Prazeres
- 1977/1978 - Gota d'Água
- 1994 - A Árvore dos Mamulengos